# 82 verde vízibusz (Velence)
A velencei megszűnt 82 verde jelzésű vízibusz a San Zaccaria és a Santa Marta között közlekedett. A viszonylatot az ACTV üzemeltette.

## Története
A járat 1997 és 1998 között közlekedett a régi 82-es felosztásának eredményeképpen. Párja a 82 rosso járat volt.
1998 után ismét egyesítették a járatokat, és ismét egyszerűen 82-es jelzéssel közlekedtek a továbbiakban.
A 82 verde járat története:
| Időszak     | Járat- szám | Megállók |
| ----------- | ----------- | --- |
| 1978 – 1982 | 2           | Rialto – Ferrovia (Scalzi) – Piazzale Roma – San Samuele – Accademia – San Marco (Vallaresso) – San Zaccaria (Danieli) – Sant’Elena – Lido, Santa Maria Elisabetta |
| 1983 – 1986 | 2           | Rialto – Ferrovia (Scalzi) – Piazzale Roma – San Samuele – Accademia – San Marco (Vallaresso) – San Zaccaria (Danieli) – Sant’Elena – Lido, Santa Maria Elisabetta |
| 1983 – 1986 | 8           | San Zaccharia (Jolanda) – San Giorgio – Zitelle – Redentore – Giudecca – Zattere – Sant’Eufemia – Zattere – San Basilio – Sacca Fisola – Santa Marta |
| 1987 – 1991 | 2           | Rialto – Ferrovia (Scalzi) – Piazzale Roma – San Samuele – Accademia – San Marco (Vallaresso) – San Zaccaria (Danieli) – Sant’Elena – Lido, Santa Maria Elisabetta |
| 1987 – 1991 | 8           | San Zaccharia (Jolanda) – San Giorgio – Zitelle – Redentore – Giudecca – Zattere – Sant’Eufemia – Zattere – San Basilio – Sacca Fisola – Santa Marta – Tronchetto B – Tronchetto A |
| 1991 – 1995 | 2           | Rialto – Ferrovia (Scalzi) – Piazzale Roma – San Samuele – Accademia – San Marco (Vallaresso) – San Zaccaria (Danieli) – Sant’Elena – Lido, Santa Maria Elisabetta – Lido, Casinò |
| 1991 – 1995 | 8           | San Zaccharia (Jolanda) – San Giorgio – Zitelle – Redentore – Giudecca – Zattere – Sant’Eufemia – Zattere – San Basilio – Sacca Fisola – Santa Marta – Tronchetto B – Tronchetto A |
| 1995 – 1996 | 82          | San Marco (Giardinetti) – Tronchetto – Piazzale Roma (Santa Lucia) – San Marcuola – Rialto – San Tomà – San Samuele – Accademia – San Marco (Giardinetti) – San Zaccaria (Danieli) – Giardini Biennale – Lido, Santa Maria Elisabetta |
| 1997 – 1998 | 82 rosso    | San Zaccharia (Jolanda) – San Giorgio – Zitelle – Redentore – Palanca – Sant’Eufemia – Zattere – San Basilio – Sacca Fisola – Tronchetto – Piazzale Roma – Ferrovia (Santa Lucia) – San Marcuola – Rialto – San Tomà – Accademia – San Marco (Giardinetti) – San Zaccaria (Danieli) – Giardini – Sant’Elena – Lido, Santa Maria Elisabetta |
| 1997 – 1998 | 82 verde    | San Zaccharia (Iolanda) – San Giorgio – Zitelle – Redentore – Palanca – Sant’Eufemia – Zattere – San Basilio – Sacca Fisola – Santa Marta |
| 1997 – 1998 | 82/         | Tronchetto – Piazzale Roma – Ferrovia (Santa Lucia) – San Marcuola – Rialto |

## Megállóhelyei
| sz. | idő (perc) | megállóhely neve | sz. | idő (perc) | látnivalók                                      |
| --- | ---------- | ---------------- | --- | ---------- | ----------------------------------------------- |
| 0   | 0          | San Zaccaria     | 9   | 25         | Szent Márk tér, Dózse-palota, San Zaccaria      |
| 1   | 3          | San Giorgio      | 8   | 22         | San Giorgio                                     |
| 2   | 6          | Zitelle          | 7   | 19         | Le Zitelle                                      |
| 3   | 9          | Redentore        | 6   | 16         | Il Redentore                                    |
| 4   | 11         | Palanca          | 5   | 14         |                                                 |
| 5   | 13         | Sant’Eufemia     | 4   | 12         | Sant’Eufemia                                    |
| 6   | 15         | Zattere          | 3   | 10         | Zattere, Gesuati, Santa Maria della Visitazione |
| 7   | 17         | San Basilio      | 2   | 8          | (nemzetközi kikötő), San Basilio                |
| 8   | 20         | Sacca Fisola     | 1   | 5          |                                                 |
| 9   | 25         | Santa Marta      | 0   | 0          | (nemzetközi kikötő), Santa Marta                |